# Christian Ramírez (futbolista nacido en 1978)
Christian Ramírez Díaz (Ciudad de México, 8 de agosto de 1978) es un entrenador de fútbol mexicano y exjugador que se desempeñaba como defensa.

## Trayectoria como entrenador
Estuvo como entrenador del primer equipo del Mazatlán Fútbol Club para la quinta jornada del Clausura 2023 de la Primera División de México tras el cese de Gabriel Caballero.